# Dragon Ball Z : Fusions
Dragon Ball Z : Fusions (ドラゴンボールZ 復活のフュージョン!!悟空とベジータ, Doragon Bōru Zetto: Fukkatsu no fyūjon !! Gokū to Bejīta, littéralement « Dragon Ball Z : La résurrection de la fusion !! Goku et Vegeta ») est un film d'animation japonais réalisé par Shigeyasu Yamauchi, sorti en 1995.
En France, il est la première partie de Dragon Ball Z, le film, suivi de L’Attaque du dragon, sorti le 31 octobre 1995.

## Résumé
Dans le monde de l'au-delà, un purificateur d'âmes destinées pour l'Enfer explose, laissant échapper ces dernières qui s'approprient le corps d'un jeune assistant, le transformant en un énorme monstre jaune à l'allure enfantine : Janemba. Il enferme le purgatoire, le Palais Enma et tous les environs dans des sortes de bulles recouvertes d'une protection extrêmement résistante ne pouvant être brisée qu'en lui envoyant des insultes, ce que Paikûhan finit par découvrir. Les effets du pouvoir du Roi Enma étant annulés, Mr Satan, Son Gohan, Trunks et Son Goten doivent faire face aux morts qui reviennent sur Terre. zombie, armées, ainsi que les anciens ennemis de Son Goku envahissent la ville.
En Enfer, Janemba affronte Son Goku et après un premier échec face à lui, se transforme et atteint sa forme finale à l'allure beaucoup plus guerrière et destructrice. Ce qui lui fait reprendre rapidement le dessus face à Son Goku, complètement dépassé par la puissance du monstre. Vegeta, également hôte de l'Enfer et ayant lui aussi regagné son corps, arrive au secours de son rival. Mais il ne tient que quelques secondes face à Janemba.
Caché dans une montagne de boules d'épines, Son Goku apprend à Vegeta la danse de la fusion et le premier essai n'est pas concluant. Le prince des Saiyans ayant laissé ses poings fermés au lieu de tendre son index, la fusion donne naissance à un Gogeta obèse, dénué de toutes forces. Ce fut donc une séance exaspérante pour Gogeta, comme pour Janemba qui, malgré sa force, n'arrive pas à toucher son ennemi du fait de son instabilité persistante. Le délai de la fusion écoulé, Son Goku et Vegeta tentent de fuir pour recommencer la fusion et heureusement, Paikûhan intervient pour retenir Janemba, désormais enragé. La fusion réussie, le véritable Gogeta apparaît et produit un atomiseur cosmique qui, lancé sur la tête du méchant, désintègre ce dernier pour redevenir le garçon qu'il était à la base. L'Enfer, redevenu lui aussi normal, enferme à nouveau tous les monstres et criminels, Vegeta compris.

## Fiche technique
- Titre original : ドラゴンボールZ 復活のフュージョン!!悟空とベジータ (Doragon Bōru Zetto: Fukkatsu no Fyūjon !! Gokū to Bejīta)
- Titre français : Dragon Ball Z : Fusions
- Réalisation : Shigeyasu Yamauchi
- Scénario : Takao Koyama, adapté du manga Dragon Ball d'Akira Toriyama
- Musique : Shunsuke Kikuchi
- Production : Gen Fukunaga (producteur exécutif)
- Société de production : Toei Animation
- Pays d’origine :  Japon
- Format : Couleur
- Genre : Science-fiction fantastiques
- Durée : 50 minutes
- Dates de sortie
  - Japon : 4 mars 1995
  - France : 31 octobre 1995

## Distribution
- Masahiro Anzai (VF : ?) : Commentateur du tournoi
- Tesshō Genda (VF : Frédéric Bouraly) : Janemba
- Daisuke Gōri (VF : Frédéric Bouraly) : Mr. Satan
- Ryō Horikawa (VF : Éric Legrand) : Vegeta
- Atsushi Kisaichi (VF : Éric Legrand) : Diable du Palais Enma
- Takeshi Kusao (VF : Brigitte Lecordier) : Trunks
- Masako Nozawa et Ryõ Horikawa (VF :  Patrick Borg et Éric Legrand) : Gogeta
- Hikaru Midorikawa (VF : Denis Laustriat) : Paikûhan
- Yūko Minaguchi (VF : Céline Monsarrat) : Juliette
- Yūko Minaguchi (VF : Brigitte Lecordier) : Videl
- Hideyuki Miyao (VF : Serge Bourrier) : Diable du Palais Enma
- Ryūsei Nakao (VF : Philippe Ariotti) : Freezer
- Toku Nishio (VF : Georges Lycan, Pierre Trabaud) : Kaio du Sud, Grand-père décédé
- Masako Nozawa (VF : David Lesser) : Son Gohan
- Masako Nozawa (VF : Patrick Borg) : Son Goku
- Masako Nozawa (VF : Brigitte Lecordier) : Son Goten
- Ryūji Saikachi (VF : Serge Bourrier) : Dai Kaio
- Bin Shimada (VF : Philippe Ariotti) : Kaio de l’Ouest, Dictateur
- Hiromi Tsuru (VF : Céline Monsarrat) : Bulma
- Naoko Watanabe (VF : Céline Monsarrat) : Chichi
- Keiko Yamamoto (VF : Claude Chantal) : Kaio de l’Est
- Jōji Yanami (VF : Pierre Trabaud) : Maître Kaio
- Jōji Yanami (VF : Georges Lycan) : Narrateur
- ? (VF : Olivier Destrez) : Aoki
- ? (VF : Georges Lycan) : Roi Enma
- ? (VF : Georges Lycan) : Shenron
- ? (VF : Georges Lycan) : Roméo
- ? (VF : Éric Legrand) : Vampire

## Continuité dans l'histoire
Ce film ne peut pas être placé dans la série, puisqu’au seul (très bref) moment où Son Goku et Vegeta ont un jour été morts tous deux simultanément, Son Goku ne pouvait disputer un championnat, étant soit sur Terre soit dans le Kaioshinkaï avec Son Gohan, Kaio Shin et Kibito.
Une fusion entre Son Goku et Vegeta dans le passé est mentionnée dans Dragon Ball GT avant la fusion en Gogeta Super Saiyan 4, mais sachant qu'ils ont déjà fusionné avec les potalas, on peut considérer la première apparition de Gogeta officiellement dans l'anime.
Par conséquent, et malgré la première apparition de Gogeta, ce film n'entre pas dans la continuité de l'histoire de Dragon Ball.

## Autour du film
Ce film est sorti à la Toeï Anime Fair de mars 1995.
En France et en Belgique, il fit partie de Dragon Ball Z, le film, ce qui lui valut d'être diffusé dans les salles de cinéma à sa sortie.
La version française a subi la censure. En effet, le chef des soldats zombie ressemblant trait pour trait à Hitler n'est pas montré et les musiques de fond ont été remplacés par celles du film L’Attaque du dragon.
Quand Freezer apparait on voit certains de ses soldats et les ennemis de la plupart des films précédents qui font une brève apparition. On peut toutefois remarquer quelques anomalies: Cell aurait dû être présent de même pour Broly, Paragus ne devrait pas se battre pour Freezer et Bojack n'aurait pas dû fuir aussi facilement que les autres.